# Mariefreds pedagogi
Mariefreds pedagogi var en skola, pedagogi, i Mariefred som verkade åtminstone från 1876 till den 1 juli 1891.
Senast år 1876 inrättades en enklassig pedagogi som 1888 uppges ha tio elever.
Pedagogin som aldrig var elementarläroverk och inte blev lägre allmänt läroverk 1879 lades ned den 1 juli 1891 och efterföljdes inte av någon likartad skola i Mariefred.